# Collaea longiflora
Collaea longiflora là một loài thực vật có hoa trong họ Đậu. Loài này được (Arn.) Benth. miêu tả khoa học đầu tiên năm 1837.